# Mário da Silveira
Mário da Silveira, (Fortaleza, 17 de setembro de 1899 - Fortaleza, 22 de julho de 1921) foi um poeta e escritor cearense, é Patrono da cadeira nº 28 da Academia Cearense de Letras.

## Biografia
Filho de Raimundo da Silveira Gomes e Teodolinda Matos da Silveira, estudou nos colégios N.Sª. do Carmo e no Instituto de Humanidades. Grande leitor de clássicos, erudito e precoce, publica, em 1916, No Silêncio da Noite: fragmentos (de um de seus poemas) pela Tipografia de Irmãos Jatahy. Em 1919 realiza a conferência A Eterna Emotividade Helênica na programação da Casa de Juvenal Galeno. Em breve passagem pelo Rio de Janeiro, trabalhou como secretário de João do Rio, em A Pátria, cultivando amizade com Raul de Leoni e Ronald de Carvalho. 
Entre 1920 e 1921, pouco antes da Semana de Arte Moderna (1922) em São Paulo e da chegada, nas livrarias, de Luz Mediterrânea, de Raul de Leoni, escreve o inquietante poema “Laus Purissimae”, composto não somente de versos polimétricos, mas de versos livres, o que o credencia como legítimo precursor da corrente modernista no Ceará. 
Em 1921 retorna a Fortaleza e, neste ano, na noite de 22 de julho, com pouco mais de 21 anos, é brutalmente alvejado por cinco tiros, em plena Praça do Ferreira, o “coração da cidade”. Coroa de Rosas e de Espinhos foi publicado por amigos e admiradores, após a sua morte, numa tiragem de apenas 500 exemplares. O estudo O Canto da Beleza Nova, comentado por Sales Campos, permanece inédito.